# Ребегань
Ребегань, Ребегані (рум. Răbăgani) — село у повіті Біхор в Румунії. Адміністративний центр комуни Ребегань.
Село розташоване на відстані 395 км на північний захід від Бухареста, 43 км на південний схід від Ораді, 103 км на захід від Клуж-Напоки, 134 км на північний схід від Тімішоари.

## Населення
За даними перепису населення 2002 року у селі проживали 647 осіб.
Національний склад населення села:
| Національність | Кількість осіб | Відсоток |
| -------------- | -------------- | -------- |
| румуни         | 515            | 79,6%    |
| цигани         | 130            | 20,1%    |

Рідною мовою назвали:
| Мова      | Кількість осіб | Відсоток |
| --------- | -------------- | -------- |
| румунська | 515            | 79,6%    |
| циганська | 130            | 20,1%    |